# Barringtonia samoensis
Barringtonia samoensis là một loài thực vật có hoa trong họ Lecythidaceae. Loài này được A.Gray mô tả khoa học đầu tiên năm 1845.